# Gustave Bémont
Gustave Bémont (1857–1937) – francuski chemik, współpracownik Marii Skłodowskiej-Curie i Pierre’a Curie nad badaniami radu i polonu.